# Zajci
Zajci is een plaats in de gemeente Pićan in de Kroatische provincie Istrië. De plaats telt 282 inwoners (2001).